# 육진
육진(六鎭)은 조선 세종 때 두만강 남쪽의 국방상 요지에 설치한 회령, 종성,  온성, 경원, 경흥, 부령 등 여섯 곳의 진을 말한다.

## 개요

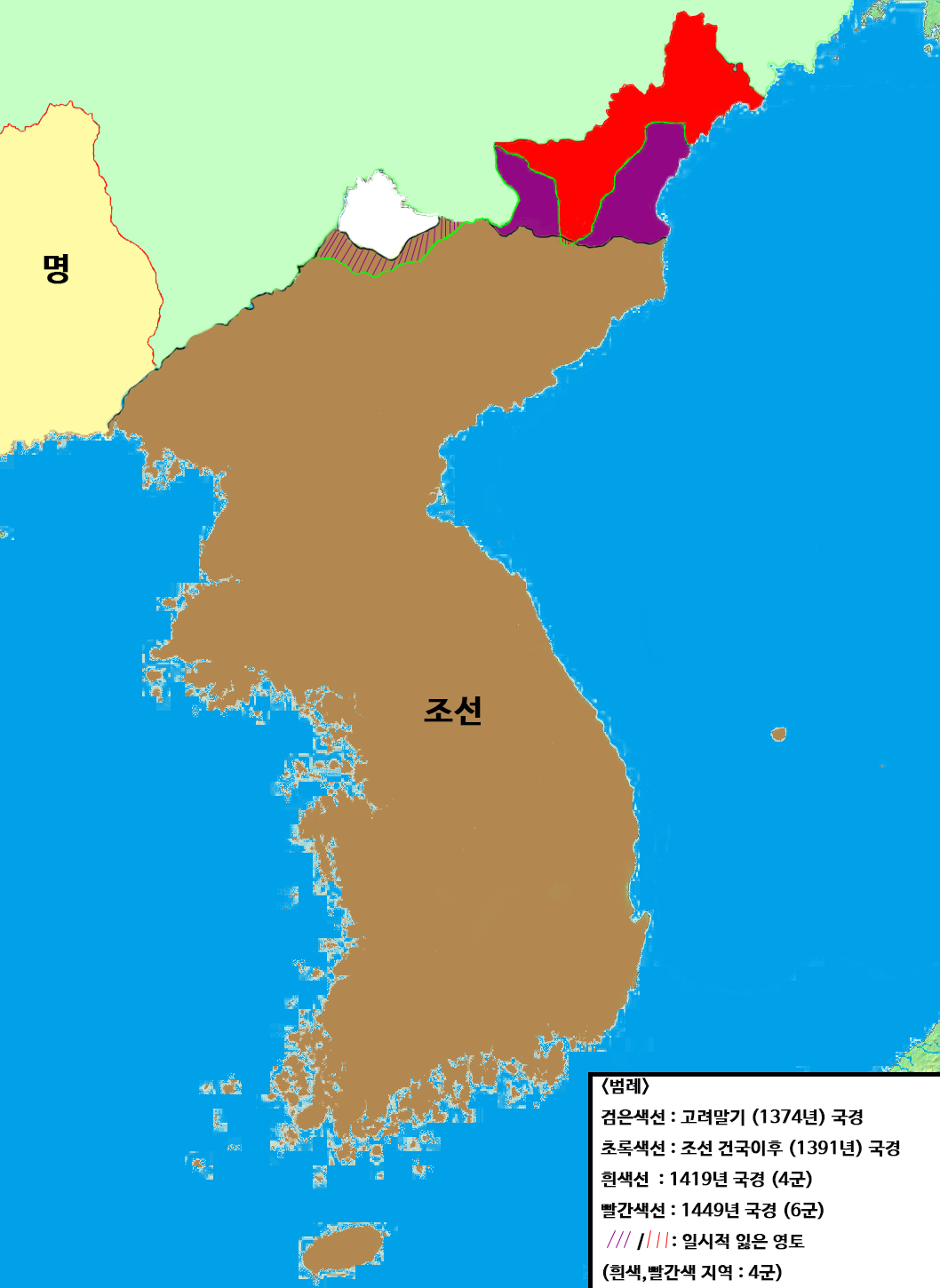
붉은색 부분이 육진이다.

본래 이 방면의 경략은 고려 말에 공민왕 때부터 있었고, 조선 건국 후 태조 이성계 때에는 동해안을 따라 두만강 하류까지 조선의 영토로 편입하였다. 이후에도 여진족의 침입이 잦자 세종대왕은 김종서를 통하여 1434년(세종 16년)부터 10여 년 간에 걸쳐 이 지역을 적극적으로 경략하였다. 그 결과 두만강을 따라 회령(會寧)·종성(鍾城)·온성(穩城)·경원(慶源)·경흥(慶興)·부령(富寧)의 6진이 설치되었고, 이와 함께 남부 지역에서 몇 차례의 이민이 실시되었다.

## 의의
조선 왕조가 두만강 일대에 대한 경략에 공을 들인 이유는 두만강을 경계로 국방의 안정을 꾀하려는 목적 외에도 두만강 인근인 경흥(慶興)에 그들 조상의 무덤이 있었기 때문이었다. 6진이 설치됨으로써 두만강은 한국의 동북쪽 국경으로 확립되었다.

## 같이 보기
- 김종서 (1383년)
- 이징옥
- 사군
- 공험진
- 수빈강
- 강동6주
- 먼터무(童猛哥帖木兒, 동맹가첩목아)
- 판차(凡察, 범찰)

## 참고 자료
- 이 문서에는 다음커뮤니케이션(현 카카오)에서 GFDL 또는 CC-SA 라이선스로 배포한 글로벌 세계대백과사전의 내용을 기초로 작성된 글이 포함되어 있습니다.